# Nidularium serratum
Nidularium serratum é uma espécie de planta do gênero Nidularium e da família Bromeliaceae. 

## Taxonomia
A espécie foi descrita em 2000 por Elton Martinez Carvalho Leme. 
O seguinte sinônimo já foi catalogado:  
- Nidularium purpureum coeruleum  E.Pereira & Moutinho

## Forma de vida
É uma espécie epífita, rupícola, terrícola e herbácea. 

## Descrição
| Folha                     | Folha |
| ------------------------- | --- |
| roseta foliar             | infundibuliforme                                                                                         |
| cor da lâmina foliar      | concolor sempre verde                                                                                    |
| textura                   | cartácea                                                                                                 |
| margem                    | serrilhada                                                                                               |
| forma                     | linear                                                                                                   |
| ápice                     | acuminado                                                                                                |
| Sua inflorescência é      | |
| raque da inflorescência   | longa maior que às bainha foliar                                                                         |
| tipo de inflorescência    | capituliforme                                                                                            |
| cor da bráctea involucral | verde com ápice vermelho ou vináceo                                                                      |
| forma                     | elíptica/ápice longo acuminado                                                                           |
| Flor                      | |
| cor da bráctea floral     | verde |
| forma                     | ovada/lanceolada/ápice agudo/ápice apiculado/menor que sépala                                            |
| pedicelo                  | presente                                                                                                 |
| cor da sépala             | verde |
| simetria                  | simétrica                                                                                                |
| forma                     | lanceolada/elíptica/margem inteira/ápice agudo                                                           |
| cor da pétala             | branca e ápice azulado                                                                                   |
| forma                     | oblonga/conata mais da metade/ápice arredondado/cuculada/apêndice das pétala ausente/calosidade presente |
| ovário                    | subclavado                                                                                               |
| Fruto                     | |
| cor                       | alvo |

## Conservação
A espécie faz parte da Lista Vermelha das espécies ameaçadas do estado do Espírito Santo, no sudeste do Brasil. A lista foi publicada em 13 de junho de 2005 por intermédio do decreto estadual nº 1.499-R. 

## Distribuição
A espécie é encontrada nos estados brasileiros de Espírito Santo e Rio de Janeiro. 
A espécie é encontrada no domínio fitogeográfico de Mata Atlântica, em regiões com vegetação de floresta ombrófila pluvial.